# Jerichio Valentijn
Jerichio Valentijn (Zaandam, 16 juli 1999) is een Nederlands voetballer die doorgaans als centrale verdediger speelt.

## Loopbaan
Valentijn begon bij ZVV Zaanlandia, vervolgens VCS en maakte vanuit de jeugd van RKVV Westlandia in 2018 de stap naar het eerste zaterdagteam dat uitkomt in de Eerste klasse. In januari 2020 mocht hij stage lopen bij het Bulgaarse Spartak Varna en kreeg een contract. Hij maakte op 16 februari 2020 zijn profdebuut in de Bulgaarse Vtora Liga, toen hij het met Spartak Varna opnam tegen FK Hebar. Medio 2020 ging hij op het vierde niveau op Cyprus voor APE Akrotiriou spelen.